# EBird
eBird是一個鳥類的線上數據庫，提供科學家、研究人員和業餘學家有關鳥類地圖（包括目擊、遷徙、數量等）的數據。最初僅限收集於西半球的足跡，2008年擴大到新西蘭，2010年擴大至全球範圍。eBird曾被描述為是一個讓業餘愛好者收集生物多樣性數據並使用於科學使用的例子。
eBird是群眾外包的一個例子，它被譽為是科學民主化，將公眾視為科學家，允許公眾瀏覽並使用他們自己與他人集體數據的例子。

## 歷史和目的
康奈尔大学的鳥類學實驗室和奥杜邦学会受到賈克·拉里維（Jacques Larivée）創立的ÉPOQ數據庫的啟發，在2002年推出eBird，收集不同時間地點的鳥類品種與分布 的數據。截至2016年11月，有超過33萬用戶提交了超過2千6百萬報表、3.66億的觀測以及超過1萬多個物種的數據。
eBird的目標是最大效用和無障礙的提供業餘與專業人士提供觀鳥活動的實用性和方便性。每一名參與者可以在網路上與他人交換意見和觀察數據，並可以在網路上取得各種格式的數據。

## 特色
eBird是免費的網站，數據儲存於安全的設施中並每天存檔，任何人都可以透過eBird或其他全球生物多樣性信息的設備瀏覽，例如eBird同時也是AKN（鳥類知識網站）的一部分，它整合了西半球鳥類的觀測數據，是北美洲鳥類列表的數據庫資料來源。反過來說AKN將eBird的數據提供給國際生物多樣性數據系統，例如GBIF（全球生物多樣性資訊機構）。截至2018年7月，eBird已經和115個機構合作。
eBird透過數據清單紀錄物種與數量，Web界面允許參與者透過數據庫交互查詢數據，擁有互動式地圖、折線圖、線條圖等不同的視覺化顯示方式，參與者可提交自己的觀測結果並管理自己的觀鳥紀錄。eBird網站擁有英語、西班牙語、法語、德語、葡萄牙語、巴西葡萄牙语、繁體中文、土耳其語、俄語、挪威語、書面挪威語。
eBird Taiwan
eBird Taiwan是eBird的台灣入口網站，與eBird其他語言不同的eBird是由康奈爾大學鳥類學實驗室和奧杜邦學會共同營運；eBird Taiwan則是由中華民國野鳥學會和特有生物研究保育中心共同管理。
互動資訊服務站
除了使用電腦和手機等裝置來提交觀測紀錄外，eBird也在一些地點提供了互動式資訊服務站，例如在佛罗里达州萨尼贝尔的丁達林國家野生動物保護區。

## 使用eBird的研究
一些使用eBird的研究例如：
- Fink, Daniel;  et al. . Ecological Applications. 2010, 20 (8): 2131–2147. doi:10.1890/09-1340.1.

- Hurlbert, Allen H.; Liang, Zhongei, , PLoS ONE, February 2012, 7 (2): e31662, PMC 3285173 , PMID 22384050, doi:10.1371/journal.pone.0031662

## 外部連結
- eBird Website（页面存档备份，存于）
- eBird ebird Taiwan（页面存档备份，存于）